# ルキウス・ユリウス・リボ
ルキウス・ユリウス・リボ（ラテン語: Lucius Iulius Libo, 生没年不詳）は共和政ローマのパトリキ（貴族）出身の政務官。紀元前267年に執政官（コンスル）を務めた。

## 経歴
紀元前267年に、マルクス・アティリウス・レグルスと共に執政官に就任。この年は第一次ポエニ戦争勃発の3年前であった。両執政官はアプリア（現在のプッリャ州北・中部）で作戦を実施、ブリンディジウム（現在のブリンディジ）を中心に、アプリアの大部分を制圧した。ギリシアの対岸に位置する港湾都市であるブリンディジウムの占領により、ローマはアドリア海への入り口を支配することとなった。両執政官共に、ローマに戻って凱旋式を実施している。ローマの次の拡大目標はポー平原とイリュリアとなった。

## 一族
父も祖父もプラエノーメン（第一名、個人名）はルキウスである。ユリウス氏族は有力な古代ローマにおける氏族であり、氏族の一員が紀元前489年から紀元前430年にかけて執政官に6回、紀元前438年から紀元前379年にかけては執政武官に9回就任している。しかしながら、紀元前352年の独裁官（ディクタトル）となったガイウス・ユリウス・ユッルスを最後に、ユリウス氏族に高位の官職を務めたものは無く、リボはおよそ100年ぶりに最高職についた人物となった。また、リボの次にユリウス氏族から執政官が出るのは、セクストゥス・ユリウス・カエサル (紀元前157年の執政官)まで待たねばならない。
現代の研究者は、リボを共和政初期のユリウス・ユッルス家と第二次ポエニ戦争からローマ帝国初期にかけて繁栄するユリウス・カエサル家をつなぐ人物とみなしている。リボがユリウス・ユッルス家の直径の子孫なのか、あるいはその分家から出ているのか、さらには彼の子孫がユリウス・カエサル家となったのかは不明である。しかし長い間、リボはユリウス・カエサル家の祖先であると考えられてきた。最近では、ある学者が紀元前208年の法務官（プラエトル）であったセクストゥス・ユリウス・カエサル（en）の父であるルキウス・ユリウスが、リボの息子であると主張している。但し、彼のコグノーメンが「リボ」であったか「カエサル」であったかは不明である。

## 参考資料
- T. R. S. Broughton (1951). The Magistrates of the Roman Republic Vol.1. American Philological Association